# Gorgeous George (album)
Gorgeous George è il terzo album in studio del musicista scozzese Edwyn Collins pubblicato il 1º luglio 1994 per la Setanta Records.

## Tracce
1. The Campaign for Real Rock – 6:35
2. A Girl like You – 3:58
3. Low Expectations – 3:58
4. Out of This World – 5:37
5. If You Could Love Me – 5:30
6. North of Heaven – 3:39
7. Gorgeous George – 4:08
8. It's Right in Front of You – 6:26
9. Make Me Feel Again – 4:22
10. I've Got It Bad – 4:40
11. Subsidence – 5:44
12. Moron (traccia fantasma) – 3:26